# Басказык (деревня)
Басказык — деревня в Катайском районе Курганской области. Входит в состав Верхнетеченского сельсовета.

## История
До 1917 года в составе Верхтеченской волости Шадринского уезда Пермской губернии. По данным на 1926 год состояла из 369 хозяйств. В административном отношении являлась центром Басказыкского сельсовета Верхтеченского района Шадринского округа Уральской области.

## Население
| 1989 | 2002 | 2010 |
| ---- | ---- | ---- |
| 147  | ↘109 | ↘55  |

По данным переписи 1926 года в деревне проживало 1853 человека (902 мужчины и 951 женщина), в том числе: русские составляли 100 % населения.